# Длуґе-Каменське
Длуґе-Каменське (пол. Długie Kamieńskie) — село в Польщі, у гміні Церанув Соколовського повіту Мазовецького воєводства.
Населення — 117 осіб (2011).
У 1975-1998 роках село належало до Седлецького воєводства.

## Демографія
Демографічна структура станом на 31 березня 2011 року:
|          | Загалом | Допрацездатний вік | Працездатний вік | Постпрацездатний вік |
| -------- | ------- | ------------------ | ---------------- | -------------------- |
| Чоловіки | 66      | 5                  | 48               | 13                   |
| Жінки    | 51      | 2                  | 28               | 21                   |
| Разом    | 117     | 7                  | 76               | 34                   |